# Deraeocoris shastan
Deraeocoris shastan är en insektsart som beskrevs av Knight 1921. Deraeocoris shastan ingår i släktet Deraeocoris och familjen ängsskinnbaggar. Inga underarter finns listade i Catalogue of Life.